# Nebbia e cenere
Nebbia e cenere è un romanzo di Eraldo Baldini pubblicato nel 2004.

## Trama
Bruno Savini è un trentenne di Lancimago, paese immaginario della bassa pianura bolognese. È laureato in lettere, ma per sbarcare il lunario guida lo scuolabus comunale. Tra i suoi giovani passeggeri, coi quali instaura un rapporto d'amicizia, ci sono Martina, una ragazzina dodicenne che si sente già donna, Chiara, orfana di padre la cui madre Bruno ha frequentato per un certo periodo, Christian, promessa del calcio col complesso del pene piccolo, e Francesco, che ha una sorella psicolabile (situazione vissuta anche da Bruno durante la sua infanzia).
Ad una festa a Bologna Bruno conosce Mimosa, una giovane siciliana che mostra una certa attrazione per lui, ma l'autista di scuolabus è ancora condizionato dal ricordo della sua "storica" fidanzata Serena, oltre che dai sensi di colpa per due episodi avvenuti molti anni prima: quando la sorella morì nell'incendio della casa di famiglia e quando assieme ad altri bambini si mise a giocare con dei residuati bellici della Seconda Guerra Mondiale ed il suo amico Giorgio rimase sfigurato dallo scoppio di uno di questi.
Una vigilia di Natale Bruno organizza una cenetta intima con Serena, sperando in un'estrema riconciliazione, in un capanno vicino ad un laghetto, ma la donna vuole invece andare alla stazione ferroviaria. Il giovane sospetta che nella vita di Serena ci sia un altro uomo e la trattiene con la forza, legandola e imbavagliandola. Al capanno giungono inaspettatamente Martina e Chiara alla ricerca di Christian, scappato di casa da alcuni giorni; nella foga del delirio Bruno scambia Martina per Serena e, strattonandola, le fa sbattere la testa contro uno spigolo, uccidendola involontariamente. Mentre Chiara e Serena corrono via, Bruno rimane nel capanno con la sua disperazione.

## Edizioni
- Eraldo Baldini, Nebbia e cenere, Einaudi, 2004,  p. 186, ISBN 8806164201.
- Eraldo Baldini, Nebbia e cenere, ET 1726, Einaudi,  p. 167, ISBN 9788806211417.